# Каміль Пен
Каміль Пен (фр. Camille Pin, нар. 25 серпня 1981) — колишня професійна французька тенісистка.
Здобула вісім одиночних та два парні титули туру ITF.
Найвищу одиночну позицію світового рейтингу — 61 місце досягла 8 січня 2007, парну — 81 місце — 27 липня 2009 року.
Завершила кар'єру в 2010 року.

## Фінали турнірів WTA

### Парний розряд: 1 (поразка)
| Легенда                 |
| ----------------------- |
| Premier Mandatory (0–0) |
| Premier 5 (0–0)         |
| Premier (0–0)           |
| International (0–1)     |

| Результат | Ранг | Дата          | Турнір                                   | Покриття | Партнер         | Опоненти                        | Рахунок  |
| --------- | ---- | ------------- | ---------------------------------------- | -------- | --------------- | ------------------------------- | -------- |
| Поразка   | 1.   | 25 липня 2009 | Banka Koper Slovenia Open 2009, Словенія | Тверде   | Клара Коукалова | Юлія Гергес Владіміра Угліржова | 4–6, 2–6 |

## Фінали ITF

### Одиночний розряд: 15 (8–7)
| Турніри $100,000 |
| Турніри $75,000  |
| Турніри $50,000  |
| Турніри $25,000  |
| Турніри $10,000  |

| Результат | Ранг | Дата              | Турнір                        | Покриття   | Опонент           | Рахунок       |
| --------- | ---- | ----------------- | ----------------------------- | ---------- | ----------------- | ------------- |
| Поразка   | 1.   | 14 лютого 2000    | ITF Faro, Португалія          | Тверде     | Зузана Валекова   | 4–6, 3–6      |
| Перемога  | 2.   | 27 лютого 2000    | ITF Vilamoura, Португалія     | Тверде     | Марина Самойленко | 6–0, 6–2      |
| Поразка   | 3.   | 7 травня 2000     | ITF Hatfield, Велика Британія | Ґрунт      | Драгана Зарич     | 6–7(4), 4–6   |
| Поразка   | 4.   | 19 травня 2001    | ITF La Cañada, США            | Тверде     | Сінді Вотсон      | 1–6, 3–6      |
| Перемога  | 5.   | 20 жовтня 2002    | ITF Joué-lès-Tours, Франція   | Тверде (i) | Мара Сантанджело  | 2–6, 6–3, 6–0 |
| Перемога  | 6.   | 27 жовтня 2002    | ITF Saint-Raphaël, Франція    | Тверде (i) | Северін Бельтрам  | 6–4, 7–5      |
| Перемога  | 7.   | 26 жовтня 2003    | ITF Saint-Raphaël, Франція    | Тверде (i) | Марет Ані         | 6–2, 6–2      |
| Поразка   | 8.   | 17 листопада 2003 | ITF Deauville, Франція        | Ґрунт (i)  | Ева Бірнерова     | 4–6, 3–6      |
| Перемога  | 9.   | 1 серпня 2004     | ITF Lexington, США            | Тверде     | Чон Мі Ра         | 7–5, 6–3      |
| Перемога  | 10.  | 10 квітня 2005    | ITF College Park, США         | Тверде     | Ешлі Гарклроуд    | 2–6, 6–2, 6–3 |
| Поразка   | 11.  | 21 серпня 2005    | ITF Бронкс, США               | Тверде     | Сібіль Баммер     | 6–3, 4–6, 4–6 |
| Поразка   | 12.  | 3 липня 2006      | ITF College Park, США         | Тверде     | Варвара Лепченко  | 3–6, 5–7      |
| Перемога  | 13.  | 30 липня 2006     | ITF Lexington, США            | Тверде     | Абігейл Спірс     | 7–5, 7–5      |
| Поразка   | 14.  | 1 серпня 2006     | ITF Washington, США           | Тверде     | Ципора Обзилер    | 5–7, 5–2 ret. |
| Перемога  | 15.  | 9 березня 2008    | Las Vegas Open, США           | Тверде     | Ейжа Мугаммад     | 6–4, 6–1      |

### Парний розряд: 3 (2–1)
| Результат | Ранг | Дата           | Турнір                     | Покриття   | Партнер     | Опоненти                               | Рахунок        |
| --------- | ---- | -------------- | -------------------------- | ---------- | ----------- | -------------------------------------- | -------------- |
| Перемога  | 1.   | 26 січня 1998  | ITF Dinan, Франція         | Ґрунт (i)  | Орелі Веді  | Татьяна Гарбін Oana Elena Golimbioschi | w/o            |
| Перемога  | 2.   | 7 вересня 1998 | ITF Zadar, Хорватія        | Ґрунт      | Івана Вишич | Лібуше Прушова Анна Бєлень-Жарська     | 7–6(3), 7–6(4) |
| Поразка   | 3.   | 26 жовтня 2003 | ITF Saint-Raphaël, Франція | Тверде (i) | Марет Ані   | Мервана Югич-Салкич Дарія Юрак         | 2–6, 1–6       |

## Виступи в одиночних турнірах Великого шолома
| Турнір                                 | 2001 | 2002 | 2003 | 2004 | 2005 | 2006 | 2007 | 2008 | 2009 |
| -------------------------------------- | ---- | ---- | ---- | ---- | ---- | ---- | ---- | ---- | ---- |
| Відкритий чемпіонат Австралії з тенісу | Кв   | Кв   | 1р   | 2р   | 1р   | 2р   | 1р   | 2р   | 1р   |
| Відкритий чемпіонат Франції з тенісу   | 1р   | 1р   | 1р   | 1р   | 1р   | 1р   | 1р   | 1р   | 1р   |
| Вімблдонський турнір                   | Кв   | Кв   | Кв   | Кв   | Кв   | 1р   | 1р   | 1р   | Кв   |
| Відкритий чемпіонат США з тенісу       | Кв   | Кв   | Кв   | 1р   | 1р   | 1р   | 2р   | 1р   | 1р   |